# Mistrzostwa Świata w Kolarstwie Szosowym 2021 – wyścig ze startu wspólnego mężczyzn
Mistrzostwa Świata w Kolarstwie Szosowym 2021 – wyścig ze startu wspólnego mężczyzn – konkurencja wyścigu ze startu wspólnego elity mężczyzn w ramach Mistrzostw Świata w Kolarstwie Szosowym 2021, która została rozegrana 26 września 2021 na liczącej ponad 268 kilometrów trasie z Antwerpii do Leuven.

## Uczestnicy

### Reprezentacje
| Reprezentacje (45)- Francja - Belgia - Słowenia - Włochy - Wielka Brytania - Holandia - Dania - Hiszpania - Australia - Kolumbia - Niemcy - Szwajcaria - Portugalia - Norwegia - Ekwador - Fiedieracyja wiełosipiednogo sporta Rossii - Polska - Stany Zjednoczone - Kanada - Austria - Nowa Zelandia - Irlandia - Południowa Afryka - Estonia - Kazachstan - Słowacja - Erytrea - Czechy - Ukraina - Łotwa - Szwecja - Panama - Luksemburg - Węgry - Białoruś - Rumunia - Litwa - Grecja - Meksyk - Tajlandia - Mongolia - Urugwaj - Wenezuela - Albania - Japonia |
| |

### Lista startowa
| Francja FRA | Francja FRA        | Francja FRA |
| ----------- | ------------------ | ----------- |
| Nr          | Kolarz             | Miejsce     |
| 1           | Julian Alaphilippe | 1.          |
| 2           | Rémi Cavagna       | DNF         |
| 3           | Benoît Cosnefroy   | 19.         |
| 4           | Arnaud Démare      | 56.         |
| 5           | Christophe Laporte | DNF         |
| 6           | Valentin Madouas   | 13.         |
| 7           | Clément Russo      | DNF         |
| 8           | Florian Sénéchal   | 9.          |
| 9           | Anthony Turgis     | DNF         |

| Belgia BEL | Belgia BEL         | Belgia BEL |
| ---------- | ------------------ | ---------- |
| Nr         | Kolarz             | Miejsce    |
| 10         | Tiesj Benoot       | 31.        |
| 11         | Victor Campenaerts | 20.        |
| 12         | Tim Declercq       | DNF        |
| 13         | Remco Evenepoel    | 62.        |
| 14         | Yves Lampaert      | 61.        |
| 15         | Jasper Stuyven     | 4.         |
| 16         | Dylan Teuns        | 27.        |
| 17         | Wout van Aert      | 11.        |

| Słowenia SLO | Słowenia SLO  | Słowenia SLO |
| ------------ | ------------- | ------------ |
| Nr           | Kolarz        | Miejsce      |
| 18           | Luka Mezgec   | 30.          |
| 19           | Matej Mohorič | 14.          |
| 20           | Domen Novak   | DNF          |
| 21           | David Per     | DNF          |
| 22           | Tadej Pogačar | 37.          |
| 23           | Jan Polanc    | 18.          |
| 24           | Primož Roglič | 48.          |
| 25           | Jan Tratnik   | DNF          |

| Włochy ITA | Włochy ITA           | Włochy ITA |
| ---------- | -------------------- | ---------- |
| Nr         | Kolarz               | Miejsce    |
| 26         | Andrea Bagioli       | DNF        |
| 27         | Davide Ballerini     | DNF        |
| 28         | Sonny Colbrelli      | 10.        |
| 29         | Alessandro De Marchi | DNF        |
| 30         | Gianni Moscon        | 58.        |
| 31         | Giacomo Nizzolo      | 15.        |
| 32         | Matteo Trentin       | DNF        |
| 33         | Diego Ulissi         | 24.        |

| Wielka Brytania GBR | Wielka Brytania GBR | Wielka Brytania GBR |
| ------------------- | ------------------- | ------------------- |
| Nr                  | Kolarz              | Miejsce             |
| 34                  | Mark Cavendish      | DNF                 |
| 35                  | Ethan Hayter        | 35.                 |
| 36                  | Thomas Pidcock      | 6.                  |
| 37                  | Luke Rowe           | DNF                 |
| 38                  | Jake Stewart        | DNF                 |
| 39                  | Ben Swift           | DNF                 |
| 40                  | Connor Swift        | DNF                 |
| 41                  | Fred Wright         | DNF                 |

| Holandia NED | Holandia NED         | Holandia NED |
| ------------ | -------------------- | ------------ |
| Nr           | Kolarz               | Miejsce      |
| 42           | Pascal Eenkhoorn     | 66.          |
| 43           | Sebastian Langeveld  | DNF          |
| 44           | Bauke Mollema        | 29.          |
| 45           | Oscar Riesebeek      | DNF          |
| 46           | Mike Teunissen       | 22.          |
| 47           | Dylan van Baarle     | 2.           |
| 48           | Mathieu van der Poel | 8.           |
| 49           | Danny van Poppel     | DNF          |

| Dania DEN | Dania DEN             | Dania DEN |
| --------- | --------------------- | --------- |
| Nr        | Kolarz                | Miejsce   |
| 50        | Kasper Asgreen        | DNF       |
| 51        | Mikkel Bjerg          | DNF       |
| 52        | Mikkel Frølich Honoré | DNF       |
| 53        | Michael Valgren       | 3.        |
| 54        | Andreas Kron          | DNF       |
| 55        | Magnus Cort Nielsen   | DNF       |
| 56        | Mads Pedersen         | DNF       |
| 57        | Mads Würtz Schmidt    | DNF       |

| Hiszpania ESP | Hiszpania ESP       | Hiszpania ESP |
| ------------- | ------------------- | ------------- |
| Nr            | Kolarz              | Miejsce       |
| 58            | Roger Adrià         | 59.           |
| 59            | Alex Aranburu       | DNF           |
| 60            | Imanol Erviti       | 43.           |
| 61            | Iván García Cortina | 23.           |
| 62            | Gorka Izagirre      | 42.           |
| 63            | Carlos Rodríguez    | 53.           |
| 64            | Gonzalo Serrano     | 44.           |
| 65            | Lluís Mas           | DNF           |

| Australia AUS | Australia AUS    | Australia AUS |
| ------------- | ---------------- | ------------- |
| Nr            | Kolarz           | Miejsce       |
| 66            | Luke Durbridge   | DNF           |
| 67            | Caleb Ewan       | DNF           |
| 68            | Nathan Haas      | DNF           |
| 69            | Michael Matthews | 25.           |
| 70            | Nick Schultz     | DNF           |
| 71            | Miles Scotson    | DNF           |
| 72            | Robert Stannard  | DNF           |
| 73            | Harry Sweeny     | DNF           |

| Kolumbia COL | Kolumbia COL          | Kolumbia COL |
| ------------ | --------------------- | ------------ |
| Nr           | Kolarz                | Miejsce      |
| 74           | Esteban Chaves        | 64.          |
| 75           | Fernando Gaviria      | DNF          |
| 76           | José Tito Hernández   | DNF          |
| 77           | Sergio Higuita        | DNF          |
| 78           | Álvaro Hodeg          | DNF          |
| 79           | Juan Sebastián Molano | DNF          |
| 80           | Nelson Soto           | 65.          |
| 81           | Rigoberto Urán        | DNF          |

| Niemcy GER | Niemcy GER            | Niemcy GER |
| ---------- | --------------------- | ---------- |
| Nr         | Kolarz                | Miejsce    |
| 82         | Pascal Ackermann      | DNF        |
| 83         | Nikias Arndt          | 67.        |
| 84         | John Degenkolb        | DNF        |
| 85         | Nils Politt           | 16.        |
| 86         | Maximilian Schachmann | DNF        |
| 87         | Georg Zimmermann      | 68.        |

| Szwajcaria SUI | Szwajcaria SUI   | Szwajcaria SUI |
| -------------- | ---------------- | -------------- |
| Nr             | Kolarz           | Miejsce        |
| 88             | Stefan Bissegger | DNF            |
| 89             | Silvan Dillier   | 45.            |
| 90             | Marc Hirschi     | DNF            |
| 91             | Stefan Küng      | 41.            |
| 92             | Fabian Lienhard  | 63.            |
| 93             | Michael Schär    | DNF            |

| Portugalia POR | Portugalia POR  | Portugalia POR |
| -------------- | --------------- | -------------- |
| Nr             | Kolarz          | Miejsce        |
| 94             | João Almeida    | 47.            |
| 95             | Nelson Oliveira | 55.            |
| 96             | Rui Oliveira    | 39.            |
| 97             | Rafael Reis     | DNF            |
| 98             | André Carvalho  | DNF            |

| Norwegia NOR | Norwegia NOR         | Norwegia NOR |
| ------------ | -------------------- | ------------ |
| Nr           | Kolarz               | Miejsce      |
| 99           | Sven Erik Bystrøm    | 33.          |
| 100          | Odd Christian Eiking | DNF          |
| 101          | Markus Hoelgaard     | 12.          |
| 102          | Alexander Kristoff   | 21.          |
| 103          | Vegard Stake Laengen | 34.          |
| 104          | Rasmus Tiller        | 51.          |

| Ekwador ECU | Ekwador ECU        | Ekwador ECU |
| ----------- | ------------------ | ----------- |
| Nr          | Kolarz             | Miejsce     |
| 105         | Joel Burbano       | DNF         |
| 106         | Byron Guamá        | DNF         |
| 107         | Wilson Haro        | DNF         |
| 108         | Sebastián Novoa    | DNF         |
| 109         | Cristian Pita      | DNF         |
| 110         | Benjamín Quinteros | DNS         |

| Fiedieracyja wiełosipiednogo sporta Rossii RCF | Fiedieracyja wiełosipiednogo sporta Rossii RCF | Fiedieracyja wiełosipiednogo sporta Rossii RCF |
| ---------------------------------------------- | ---------------------------------------------- | ---------------------------------------------- |
| Nr                                             | Kolarz                                         | Miejsce                                        |
| 111                                            | Igor Bojew                                     | DNF                                            |
| 112                                            | Siergiej Czerniecki                            | DNF                                            |
| 113                                            | Pawieł Koczetkow                               | DNF                                            |
| 114                                            | Artiom Nycz                                    | 40.                                            |
| 115                                            | Piotr Rikunow                                  | DNF                                            |
| 116                                            | Dmitrij Strachow                               | DNF                                            |

| Polska POL | Polska POL            | Polska POL |
| ---------- | --------------------- | ---------- |
| Nr         | Kolarz                | Miejsce    |
| 117        | Stanisław Aniołkowski | DNF        |
| 118        | Cesare Benedetti      | 46.        |
| 119        | Maciej Bodnar         | DNF        |
| 120        | Michał Gołaś          | DNF        |
| 121        | Michał Kwiatkowski    | 36.        |
| 122        | Łukasz Owsian         | DNF        |

| Stany Zjednoczone USA | Stany Zjednoczone USA | Stany Zjednoczone USA |
| --------------------- | --------------------- | --------------------- |
| Nr                    | Kolarz                | Miejsce               |
| 123                   | Robin Carpenter       | DNF                   |
| 124                   | Lawson Craddock       | 57.                   |
| 125                   | Matteo Jorgenson      | DNF                   |
| 126                   | Brandon McNulty       | DNF                   |
| 127                   | Neilson Powless       | 5.                    |
| 128                   | Quinn Simmons         | DNF                   |

| Kanada CAN | Kanada CAN        | Kanada CAN |
| ---------- | ----------------- | ---------- |
| Nr         | Kolarz            | Miejsce    |
| 129        | Guillaume Boivin  | 17.        |
| 130        | Pier-André Côté   | DNF        |
| 131        | Antoine Duchesne  | DNF        |
| 132        | Hugo Houle        | DNF        |
| 133        | Benjamin Perry    | DNF        |
| 134        | Nickolas Zukowsky | DNF        |

| Austria AUT | Austria AUT           | Austria AUT |
| ----------- | --------------------- | ----------- |
| Nr          | Kolarz                | Miejsce     |
| 135         | Patrick Gamper        | 38.         |
| 136         | Michael Gogl          | 54.         |
| 137         | Marco Haller          | DNF         |
| 138         | Sebastian Schönberger | 28.         |

| Nowa Zelandia NZL | Nowa Zelandia NZL | Nowa Zelandia NZL |
| ----------------- | ----------------- | ----------------- |
| Nr                | Kolarz            | Miejsce           |
| 139               | Shane Archbold    | DNF               |
| 140               | Jack Bauer        | DNF               |
| 141               | Connor Brown      | DNF               |
| 142               | Thomas Scully     | DNF               |

| Irlandia IRL | Irlandia IRL  | Irlandia IRL |
| ------------ | ------------- | ------------ |
| Nr           | Kolarz        | Miejsce      |
| 144          | Edward Dunbar | DNF          |
| 145          | Ryan Mullen   | DNF          |
| 146          | Rory Townsend | DNF          |

| Południowa Afryka RSA | Południowa Afryka RSA       | Południowa Afryka RSA |
| --------------------- | --------------------------- | --------------------- |
| Nr                    | Kolarz                      | Miejsce               |
| 147                   | Gustav Basson               | DNF                   |
| 148                   | Ryan Gibbons                | DNF                   |
| 149                   | Reinardt Janse van Rensburg | DNF                   |
| 150                   | Jayde Julius                | DNF                   |

| Estonia EST | Estonia EST       | Estonia EST |
| ----------- | ----------------- | ----------- |
| Nr          | Kolarz            | Miejsce     |
| 151         | Martin Laas       | DNF         |
| 152         | Karl Patrick Lauk | DNF         |
| 153         | Oskar Nisu        | DNF         |
| 154         | Norman Vahtra     | DNF         |

| Kazachstan KAZ | Kazachstan KAZ   | Kazachstan KAZ |
| -------------- | ---------------- | -------------- |
| Nr             | Kolarz           | Miejsce        |
| 155            | Daniił Fominych  | DNF            |
| 156            | Jewgienij Gidicz | DNF            |
| 157            | Dmitrij Gruzdiew | DNF            |
| 158            | Jurij Natarow    | DNF            |

| Słowacja SVK | Słowacja SVK | Słowacja SVK |
| ------------ | ------------ | ------------ |
| Nr           | Kolarz       | Miejsce      |
| 159          | Erik Baška   | DNF          |
| 160          | Juraj Sagan  | DNF          |
| 161          | Peter Sagan  | 26.          |
| 162          | Patrik Tybor | DNF          |

| Erytrea ERI | Erytrea ERI     | Erytrea ERI |
| ----------- | --------------- | ----------- |
| Nr          | Kolarz          | Miejsce     |
| 163         | Natnael Berhane | DNF         |
| 164         | Metkel Eyob     | DNF         |
| 165         | Merhawi Kudus   | 50.         |
| 166         | Dawit Yemane    | DNF         |

| Czechy CZE | Czechy CZE     | Czechy CZE |
| ---------- | -------------- | ---------- |
| Nr         | Kolarz         | Miejsce    |
| 167        | Josef Černý    | DNF        |
| 168        | Michael Kukrle | DNF        |
| 169        | Zdeněk Štybar  | 7.         |
| 170        | Petr Vakoč     | 32.        |

| Ukraina UKR | Ukraina UKR        | Ukraina UKR |
| ----------- | ------------------ | ----------- |
| Nr          | Kolarz             | Miejsce     |
| 171         | Anatolij Budiak    | DNF         |
| 172         | Mychajło Kononenko | DNF         |
| 173         | Andrij Kulik       | DNF         |
| 174         | Ołeksandr Prewar   | DNF         |

| Łotwa LAT | Łotwa LAT       | Łotwa LAT |
| --------- | --------------- | --------- |
| Nr        | Kolarz          | Miejsce   |
| 175       | Emīls Liepiņš   | 52.       |
| 176       | Krists Neilands | DNF       |
| 177       | Mārtiņš Pluto   | DNF       |
| 178       | Toms Skujiņš    | 60.       |

| Szwecja SWE | Szwecja SWE    | Szwecja SWE |
| ----------- | -------------- | ----------- |
| Nr          | Kolarz         | Miejsce     |
| 179         | Lucas Eriksson | DNF         |
| 180         | Kim Magnusson  | DNF         |

| Panama PAN | Panama PAN         | Panama PAN |
| ---------- | ------------------ | ---------- |
| Nr         | Kolarz             | Miejsce    |
| 181        | Franklin Archibold | DNF        |

| Luksemburg LUX | Luksemburg LUX | Luksemburg LUX |
| -------------- | -------------- | -------------- |
| Nr             | Kolarz         | Miejsce        |
| 182            | Kevin Geniets  | DNF            |
| 183            | Alex Kirsch    | DNF            |

| Węgry HUN | Węgry HUN     | Węgry HUN |
| --------- | ------------- | --------- |
| Nr        | Kolarz        | Miejsce   |
| 184       | Barnabás Peák | DNF       |

| Białoruś BLR | Białoruś BLR         | Białoruś BLR |
| ------------ | -------------------- | ------------ |
| Nr           | Kolarz               | Miejsce      |
| 185          | Alaksandr Rabuszenka | DNF          |

| Rumunia ROU | Rumunia ROU          | Rumunia ROU |
| ----------- | -------------------- | ----------- |
| Nr          | Kolarz               | Miejsce     |
| 186         | Eduard-Michael Grosu | DNF         |

| Litwa LTU | Litwa LTU           | Litwa LTU |
| --------- | ------------------- | --------- |
| Nr        | Kolarz              | Miejsce   |
| 187       | Evaldas Šiškevicius | DNF       |

| Grecja GRE | Grecja GRE             | Grecja GRE |
| ---------- | ---------------------- | ---------- |
| Nr         | Kolarz                 | Miejsce    |
| 188        | Polichronis Dzordzakis | DNF        |

| Meksyk MEX | Meksyk MEX  | Meksyk MEX |
| ---------- | ----------- | ---------- |
| Nr         | Kolarz      | Miejsce    |
| 189        | Eder Frayre | DNF        |

| Tajlandia THA | Tajlandia THA         | Tajlandia THA |
| ------------- | --------------------- | ------------- |
| Nr            | Kolarz                | Miejsce       |
| 190           | Sarawut Sirironnachai | DNF           |

| Mongolia MGL | Mongolia MGL          | Mongolia MGL |
| ------------ | --------------------- | ------------ |
| Nr           | Kolarz                | Miejsce      |
| 191          | Jambaljamts Sainbayar | DNF          |

| Urugwaj URU | Urugwaj URU   | Urugwaj URU |
| ----------- | ------------- | ----------- |
| Nr          | Kolarz        | Miejsce     |
| 192         | Eric Fagundez | DNF         |

| Wenezuela VEN | Wenezuela VEN | Wenezuela VEN |
| ------------- | ------------- | ------------- |
| Nr            | Kolarz        | Miejsce       |
| 193           | Orluis Aular  | DNF           |

| Albania ALB | Albania ALB | Albania ALB |
| ----------- | ----------- | ----------- |
| Nr          | Kolarz      | Miejsce     |
| 194         | Ylber Sefa  | DNF         |

| Japonia JPN | Japonia JPN     | Japonia JPN |
| ----------- | --------------- | ----------- |
| Nr          | Kolarz          | Miejsce     |
| 195         | Yukiya Arashiro | 49.         |

| Francja FRA | Francja FRA        | Francja FRA |
| ----------- | ------------------ | ----------- |
| Nr          | Kolarz             | Miejsce     |
| 1           | Julian Alaphilippe | 1.          |
| 2           | Rémi Cavagna       | DNF         |
| 3           | Benoît Cosnefroy   | 19.         |
| 4           | Arnaud Démare      | 56.         |
| 5           | Christophe Laporte | DNF         |
| 6           | Valentin Madouas   | 13.         |
| 7           | Clément Russo      | DNF         |
| 8           | Florian Sénéchal   | 9.          |
| 9           | Anthony Turgis     | DNF         |

| Belgia BEL | Belgia BEL         | Belgia BEL |
| ---------- | ------------------ | ---------- |
| Nr         | Kolarz             | Miejsce    |
| 10         | Tiesj Benoot       | 31.        |
| 11         | Victor Campenaerts | 20.        |
| 12         | Tim Declercq       | DNF        |
| 13         | Remco Evenepoel    | 62.        |
| 14         | Yves Lampaert      | 61.        |
| 15         | Jasper Stuyven     | 4.         |
| 16         | Dylan Teuns        | 27.        |
| 17         | Wout van Aert      | 11.        |

| Słowenia SLO | Słowenia SLO  | Słowenia SLO |
| ------------ | ------------- | ------------ |
| Nr           | Kolarz        | Miejsce      |
| 18           | Luka Mezgec   | 30.          |
| 19           | Matej Mohorič | 14.          |
| 20           | Domen Novak   | DNF          |
| 21           | David Per     | DNF          |
| 22           | Tadej Pogačar | 37.          |
| 23           | Jan Polanc    | 18.          |
| 24           | Primož Roglič | 48.          |
| 25           | Jan Tratnik   | DNF          |

| Włochy ITA | Włochy ITA           | Włochy ITA |
| ---------- | -------------------- | ---------- |
| Nr         | Kolarz               | Miejsce    |
| 26         | Andrea Bagioli       | DNF        |
| 27         | Davide Ballerini     | DNF        |
| 28         | Sonny Colbrelli      | 10.        |
| 29         | Alessandro De Marchi | DNF        |
| 30         | Gianni Moscon        | 58.        |
| 31         | Giacomo Nizzolo      | 15.        |
| 32         | Matteo Trentin       | DNF        |
| 33         | Diego Ulissi         | 24.        |

| Wielka Brytania GBR | Wielka Brytania GBR | Wielka Brytania GBR |
| ------------------- | ------------------- | ------------------- |
| Nr                  | Kolarz              | Miejsce             |
| 34                  | Mark Cavendish      | DNF                 |
| 35                  | Ethan Hayter        | 35.                 |
| 36                  | Thomas Pidcock      | 6.                  |
| 37                  | Luke Rowe           | DNF                 |
| 38                  | Jake Stewart        | DNF                 |
| 39                  | Ben Swift           | DNF                 |
| 40                  | Connor Swift        | DNF                 |
| 41                  | Fred Wright         | DNF                 |

| Holandia NED | Holandia NED         | Holandia NED |
| ------------ | -------------------- | ------------ |
| Nr           | Kolarz               | Miejsce      |
| 42           | Pascal Eenkhoorn     | 66.          |
| 43           | Sebastian Langeveld  | DNF          |
| 44           | Bauke Mollema        | 29.          |
| 45           | Oscar Riesebeek      | DNF          |
| 46           | Mike Teunissen       | 22.          |
| 47           | Dylan van Baarle     | 2.           |
| 48           | Mathieu van der Poel | 8.           |
| 49           | Danny van Poppel     | DNF          |

| Dania DEN | Dania DEN             | Dania DEN |
| --------- | --------------------- | --------- |
| Nr        | Kolarz                | Miejsce   |
| 50        | Kasper Asgreen        | DNF       |
| 51        | Mikkel Bjerg          | DNF       |
| 52        | Mikkel Frølich Honoré | DNF       |
| 53        | Michael Valgren       | 3.        |
| 54        | Andreas Kron          | DNF       |
| 55        | Magnus Cort Nielsen   | DNF       |
| 56        | Mads Pedersen         | DNF       |
| 57        | Mads Würtz Schmidt    | DNF       |

| Hiszpania ESP | Hiszpania ESP       | Hiszpania ESP |
| ------------- | ------------------- | ------------- |
| Nr            | Kolarz              | Miejsce       |
| 58            | Roger Adrià         | 59.           |
| 59            | Alex Aranburu       | DNF           |
| 60            | Imanol Erviti       | 43.           |
| 61            | Iván García Cortina | 23.           |
| 62            | Gorka Izagirre      | 42.           |
| 63            | Carlos Rodríguez    | 53.           |
| 64            | Gonzalo Serrano     | 44.           |
| 65            | Lluís Mas           | DNF           |

| Australia AUS | Australia AUS    | Australia AUS |
| ------------- | ---------------- | ------------- |
| Nr            | Kolarz           | Miejsce       |
| 66            | Luke Durbridge   | DNF           |
| 67            | Caleb Ewan       | DNF           |
| 68            | Nathan Haas      | DNF           |
| 69            | Michael Matthews | 25.           |
| 70            | Nick Schultz     | DNF           |
| 71            | Miles Scotson    | DNF           |
| 72            | Robert Stannard  | DNF           |
| 73            | Harry Sweeny     | DNF           |

| Kolumbia COL | Kolumbia COL          | Kolumbia COL |
| ------------ | --------------------- | ------------ |
| Nr           | Kolarz                | Miejsce      |
| 74           | Esteban Chaves        | 64.          |
| 75           | Fernando Gaviria      | DNF          |
| 76           | José Tito Hernández   | DNF          |
| 77           | Sergio Higuita        | DNF          |
| 78           | Álvaro Hodeg          | DNF          |
| 79           | Juan Sebastián Molano | DNF          |
| 80           | Nelson Soto           | 65.          |
| 81           | Rigoberto Urán        | DNF          |

| Niemcy GER | Niemcy GER            | Niemcy GER |
| ---------- | --------------------- | ---------- |
| Nr         | Kolarz                | Miejsce    |
| 82         | Pascal Ackermann      | DNF        |
| 83         | Nikias Arndt          | 67.        |
| 84         | John Degenkolb        | DNF        |
| 85         | Nils Politt           | 16.        |
| 86         | Maximilian Schachmann | DNF        |
| 87         | Georg Zimmermann      | 68.        |

| Szwajcaria SUI | Szwajcaria SUI   | Szwajcaria SUI |
| -------------- | ---------------- | -------------- |
| Nr             | Kolarz           | Miejsce        |
| 88             | Stefan Bissegger | DNF            |
| 89             | Silvan Dillier   | 45.            |
| 90             | Marc Hirschi     | DNF            |
| 91             | Stefan Küng      | 41.            |
| 92             | Fabian Lienhard  | 63.            |
| 93             | Michael Schär    | DNF            |

| Portugalia POR | Portugalia POR  | Portugalia POR |
| -------------- | --------------- | -------------- |
| Nr             | Kolarz          | Miejsce        |
| 94             | João Almeida    | 47.            |
| 95             | Nelson Oliveira | 55.            |
| 96             | Rui Oliveira    | 39.            |
| 97             | Rafael Reis     | DNF            |
| 98             | André Carvalho  | DNF            |

| Norwegia NOR | Norwegia NOR         | Norwegia NOR |
| ------------ | -------------------- | ------------ |
| Nr           | Kolarz               | Miejsce      |
| 99           | Sven Erik Bystrøm    | 33.          |
| 100          | Odd Christian Eiking | DNF          |
| 101          | Markus Hoelgaard     | 12.          |
| 102          | Alexander Kristoff   | 21.          |
| 103          | Vegard Stake Laengen | 34.          |
| 104          | Rasmus Tiller        | 51.          |

| Ekwador ECU | Ekwador ECU        | Ekwador ECU |
| ----------- | ------------------ | ----------- |
| Nr          | Kolarz             | Miejsce     |
| 105         | Joel Burbano       | DNF         |
| 106         | Byron Guamá        | DNF         |
| 107         | Wilson Haro        | DNF         |
| 108         | Sebastián Novoa    | DNF         |
| 109         | Cristian Pita      | DNF         |
| 110         | Benjamín Quinteros | DNS         |

| Fiedieracyja wiełosipiednogo sporta Rossii RCF | Fiedieracyja wiełosipiednogo sporta Rossii RCF | Fiedieracyja wiełosipiednogo sporta Rossii RCF |
| ---------------------------------------------- | ---------------------------------------------- | ---------------------------------------------- |
| Nr                                             | Kolarz                                         | Miejsce                                        |
| 111                                            | Igor Bojew                                     | DNF                                            |
| 112                                            | Siergiej Czerniecki                            | DNF                                            |
| 113                                            | Pawieł Koczetkow                               | DNF                                            |
| 114                                            | Artiom Nycz                                    | 40.                                            |
| 115                                            | Piotr Rikunow                                  | DNF                                            |
| 116                                            | Dmitrij Strachow                               | DNF                                            |

| Polska POL | Polska POL            | Polska POL |
| ---------- | --------------------- | ---------- |
| Nr         | Kolarz                | Miejsce    |
| 117        | Stanisław Aniołkowski | DNF        |
| 118        | Cesare Benedetti      | 46.        |
| 119        | Maciej Bodnar         | DNF        |
| 120        | Michał Gołaś          | DNF        |
| 121        | Michał Kwiatkowski    | 36.        |
| 122        | Łukasz Owsian         | DNF        |

| Stany Zjednoczone USA | Stany Zjednoczone USA | Stany Zjednoczone USA |
| --------------------- | --------------------- | --------------------- |
| Nr                    | Kolarz                | Miejsce               |
| 123                   | Robin Carpenter       | DNF                   |
| 124                   | Lawson Craddock       | 57.                   |
| 125                   | Matteo Jorgenson      | DNF                   |
| 126                   | Brandon McNulty       | DNF                   |
| 127                   | Neilson Powless       | 5.                    |
| 128                   | Quinn Simmons         | DNF                   |

| Kanada CAN | Kanada CAN        | Kanada CAN |
| ---------- | ----------------- | ---------- |
| Nr         | Kolarz            | Miejsce    |
| 129        | Guillaume Boivin  | 17.        |
| 130        | Pier-André Côté   | DNF        |
| 131        | Antoine Duchesne  | DNF        |
| 132        | Hugo Houle        | DNF        |
| 133        | Benjamin Perry    | DNF        |
| 134        | Nickolas Zukowsky | DNF        |

| Austria AUT | Austria AUT           | Austria AUT |
| ----------- | --------------------- | ----------- |
| Nr          | Kolarz                | Miejsce     |
| 135         | Patrick Gamper        | 38.         |
| 136         | Michael Gogl          | 54.         |
| 137         | Marco Haller          | DNF         |
| 138         | Sebastian Schönberger | 28.         |

| Nowa Zelandia NZL | Nowa Zelandia NZL | Nowa Zelandia NZL |
| ----------------- | ----------------- | ----------------- |
| Nr                | Kolarz            | Miejsce           |
| 139               | Shane Archbold    | DNF               |
| 140               | Jack Bauer        | DNF               |
| 141               | Connor Brown      | DNF               |
| 142               | Thomas Scully     | DNF               |

| Irlandia IRL | Irlandia IRL  | Irlandia IRL |
| ------------ | ------------- | ------------ |
| Nr           | Kolarz        | Miejsce      |
| 144          | Edward Dunbar | DNF          |
| 145          | Ryan Mullen   | DNF          |
| 146          | Rory Townsend | DNF          |

| Południowa Afryka RSA | Południowa Afryka RSA       | Południowa Afryka RSA |
| --------------------- | --------------------------- | --------------------- |
| Nr                    | Kolarz                      | Miejsce               |
| 147                   | Gustav Basson               | DNF                   |
| 148                   | Ryan Gibbons                | DNF                   |
| 149                   | Reinardt Janse van Rensburg | DNF                   |
| 150                   | Jayde Julius                | DNF                   |

| Estonia EST | Estonia EST       | Estonia EST |
| ----------- | ----------------- | ----------- |
| Nr          | Kolarz            | Miejsce     |
| 151         | Martin Laas       | DNF         |
| 152         | Karl Patrick Lauk | DNF         |
| 153         | Oskar Nisu        | DNF         |
| 154         | Norman Vahtra     | DNF         |

| Kazachstan KAZ | Kazachstan KAZ   | Kazachstan KAZ |
| -------------- | ---------------- | -------------- |
| Nr             | Kolarz           | Miejsce        |
| 155            | Daniił Fominych  | DNF            |
| 156            | Jewgienij Gidicz | DNF            |
| 157            | Dmitrij Gruzdiew | DNF            |
| 158            | Jurij Natarow    | DNF            |

| Słowacja SVK | Słowacja SVK | Słowacja SVK |
| ------------ | ------------ | ------------ |
| Nr           | Kolarz       | Miejsce      |
| 159          | Erik Baška   | DNF          |
| 160          | Juraj Sagan  | DNF          |
| 161          | Peter Sagan  | 26.          |
| 162          | Patrik Tybor | DNF          |

| Erytrea ERI | Erytrea ERI     | Erytrea ERI |
| ----------- | --------------- | ----------- |
| Nr          | Kolarz          | Miejsce     |
| 163         | Natnael Berhane | DNF         |
| 164         | Metkel Eyob     | DNF         |
| 165         | Merhawi Kudus   | 50.         |
| 166         | Dawit Yemane    | DNF         |

| Czechy CZE | Czechy CZE     | Czechy CZE |
| ---------- | -------------- | ---------- |
| Nr         | Kolarz         | Miejsce    |
| 167        | Josef Černý    | DNF        |
| 168        | Michael Kukrle | DNF        |
| 169        | Zdeněk Štybar  | 7.         |
| 170        | Petr Vakoč     | 32.        |

| Ukraina UKR | Ukraina UKR        | Ukraina UKR |
| ----------- | ------------------ | ----------- |
| Nr          | Kolarz             | Miejsce     |
| 171         | Anatolij Budiak    | DNF         |
| 172         | Mychajło Kononenko | DNF         |
| 173         | Andrij Kulik       | DNF         |
| 174         | Ołeksandr Prewar   | DNF         |

| Łotwa LAT | Łotwa LAT       | Łotwa LAT |
| --------- | --------------- | --------- |
| Nr        | Kolarz          | Miejsce   |
| 175       | Emīls Liepiņš   | 52.       |
| 176       | Krists Neilands | DNF       |
| 177       | Mārtiņš Pluto   | DNF       |
| 178       | Toms Skujiņš    | 60.       |

| Szwecja SWE | Szwecja SWE    | Szwecja SWE |
| ----------- | -------------- | ----------- |
| Nr          | Kolarz         | Miejsce     |
| 179         | Lucas Eriksson | DNF         |
| 180         | Kim Magnusson  | DNF         |

| Panama PAN | Panama PAN         | Panama PAN |
| ---------- | ------------------ | ---------- |
| Nr         | Kolarz             | Miejsce    |
| 181        | Franklin Archibold | DNF        |

| Luksemburg LUX | Luksemburg LUX | Luksemburg LUX |
| -------------- | -------------- | -------------- |
| Nr             | Kolarz         | Miejsce        |
| 182            | Kevin Geniets  | DNF            |
| 183            | Alex Kirsch    | DNF            |

| Węgry HUN | Węgry HUN     | Węgry HUN |
| --------- | ------------- | --------- |
| Nr        | Kolarz        | Miejsce   |
| 184       | Barnabás Peák | DNF       |

| Białoruś BLR | Białoruś BLR         | Białoruś BLR |
| ------------ | -------------------- | ------------ |
| Nr           | Kolarz               | Miejsce      |
| 185          | Alaksandr Rabuszenka | DNF          |

| Rumunia ROU | Rumunia ROU          | Rumunia ROU |
| ----------- | -------------------- | ----------- |
| Nr          | Kolarz               | Miejsce     |
| 186         | Eduard-Michael Grosu | DNF         |

| Litwa LTU | Litwa LTU           | Litwa LTU |
| --------- | ------------------- | --------- |
| Nr        | Kolarz              | Miejsce   |
| 187       | Evaldas Šiškevicius | DNF       |

| Grecja GRE | Grecja GRE             | Grecja GRE |
| ---------- | ---------------------- | ---------- |
| Nr         | Kolarz                 | Miejsce    |
| 188        | Polichronis Dzordzakis | DNF        |

| Meksyk MEX | Meksyk MEX  | Meksyk MEX |
| ---------- | ----------- | ---------- |
| Nr         | Kolarz      | Miejsce    |
| 189        | Eder Frayre | DNF        |

| Tajlandia THA | Tajlandia THA         | Tajlandia THA |
| ------------- | --------------------- | ------------- |
| Nr            | Kolarz                | Miejsce       |
| 190           | Sarawut Sirironnachai | DNF           |

| Mongolia MGL | Mongolia MGL          | Mongolia MGL |
| ------------ | --------------------- | ------------ |
| Nr           | Kolarz                | Miejsce      |
| 191          | Jambaljamts Sainbayar | DNF          |

| Urugwaj URU | Urugwaj URU   | Urugwaj URU |
| ----------- | ------------- | ----------- |
| Nr          | Kolarz        | Miejsce     |
| 192         | Eric Fagundez | DNF         |

| Wenezuela VEN | Wenezuela VEN | Wenezuela VEN |
| ------------- | ------------- | ------------- |
| Nr            | Kolarz        | Miejsce       |
| 193           | Orluis Aular  | DNF           |

| Albania ALB | Albania ALB | Albania ALB |
| ----------- | ----------- | ----------- |
| Nr          | Kolarz      | Miejsce     |
| 194         | Ylber Sefa  | DNF         |

| Japonia JPN | Japonia JPN     | Japonia JPN |
| ----------- | --------------- | ----------- |
| Nr          | Kolarz          | Miejsce     |
| 195         | Yukiya Arashiro | 49.         |

## Klasyfikacja generalna
| \| Klasyfikacja generalna \| Klasyfikacja generalna \| Klasyfikacja generalna \| Klasyfikacja generalna \| Klasyfikacja generalna \| \| Kolarz \| Kolarz \| Państwo \| Drużyna \| Czas \| \| ---------------------- \| ---------------------- \| ---------------------- \| ---------------------- \| ---------------------- \| \| 1. \| Julian Alaphilippe \| Francja \| Francja \| 5h 56' 34" \| \| 2. \| Dylan van Baarle \| Holandia \| Holandia \| + 32" \| \| 3. \| Michael Valgren \| Dania \| Dania \| + 32" \| \| 4. \| Jasper Stuyven \| Belgia \| Belgia \| + 32" \| \| 5. \| Neilson Powless \| Stany Zjednoczone \| Stany Zjednoczone \| + 32" \| \| 6. \| Thomas Pidcock \| Wielka Brytania \| Wielka Brytania \| + 49" \| \| 7. \| Zdeněk Štybar \| Czechy \| Czechy \| + 1' 06" \| \| 8. \| Mathieu van der Poel \| Holandia \| Holandia \| + 1' 18" \| \| 9. \| Florian Sénéchal \| Francja \| Francja \| + 1' 18" \| \| 10. \| Sonny Colbrelli \| Włochy \| Włochy \| + 1' 18" \| \| 11. \| Wout van Aert \| Belgia \| Belgia \| + 1' 18" \| \| 12. \| Markus Hoelgaard \| Norwegia \| Norwegia \| + 1' 18" \| \| 13. \| Valentin Madouas \| Francja \| Francja \| + 1' 18" \| \| 14. \| Matej Mohorič \| Słowenia \| Słowenia \| + 4' 00" \| \| 15. \| Giacomo Nizzolo \| Włochy \| Włochy \| + 4' 05" \| \| 16. \| Nils Politt \| Niemcy \| Niemcy \| + 5' 25" \| \| 17. \| Guillaume Boivin \| Kanada \| Kanada \| + 5' 25" \| \| 18. \| Jan Polanc \| Słowenia \| Słowenia \| + 5' 25" \| \| 19. \| Benoît Cosnefroy \| Francja \| Francja \| + 5' 30" \| \| 20. \| Victor Campenaerts \| Belgia \| Belgia \| + 5' 30" \| |                      |                   |                   |            |
| |                      |                   |                   |            |
| Źródło: ProCyclingStats |                      |                   |                   |            |
| Klasyfikacja generalna |                      |                   |                   |            |
| Kolarz | Kolarz               | Państwo           | Drużyna           | Czas       |
| 1. | Julian Alaphilippe   | Francja           | Francja           | 5h 56' 34" |
| 2. | Dylan van Baarle     | Holandia          | Holandia          | + 32"      |
| 3. | Michael Valgren      | Dania             | Dania             | + 32"      |
| 4. | Jasper Stuyven       | Belgia            | Belgia            | + 32"      |
| 5. | Neilson Powless      | Stany Zjednoczone | Stany Zjednoczone | + 32"      |
| 6. | Thomas Pidcock       | Wielka Brytania   | Wielka Brytania   | + 49"      |
| 7. | Zdeněk Štybar        | Czechy            | Czechy            | + 1' 06"   |
| 8. | Mathieu van der Poel | Holandia          | Holandia          | + 1' 18"   |
| 9. | Florian Sénéchal     | Francja           | Francja           | + 1' 18"   |
| 10. | Sonny Colbrelli      | Włochy            | Włochy            | + 1' 18"   |
| 11. | Wout van Aert        | Belgia            | Belgia            | + 1' 18"   |
| 12. | Markus Hoelgaard     | Norwegia          | Norwegia          | + 1' 18"   |
| 13. | Valentin Madouas     | Francja           | Francja           | + 1' 18"   |
| 14. | Matej Mohorič        | Słowenia          | Słowenia          | + 4' 00"   |
| 15. | Giacomo Nizzolo      | Włochy            | Włochy            | + 4' 05"   |
| 16. | Nils Politt          | Niemcy            | Niemcy            | + 5' 25"   |
| 17. | Guillaume Boivin     | Kanada            | Kanada            | + 5' 25"   |
| 18. | Jan Polanc           | Słowenia          | Słowenia          | + 5' 25"   |
| 19. | Benoît Cosnefroy     | Francja           | Francja           | + 5' 30"   |
| 20. | Victor Campenaerts   | Belgia            | Belgia            | + 5' 30"   |